# Halle-Neustadt

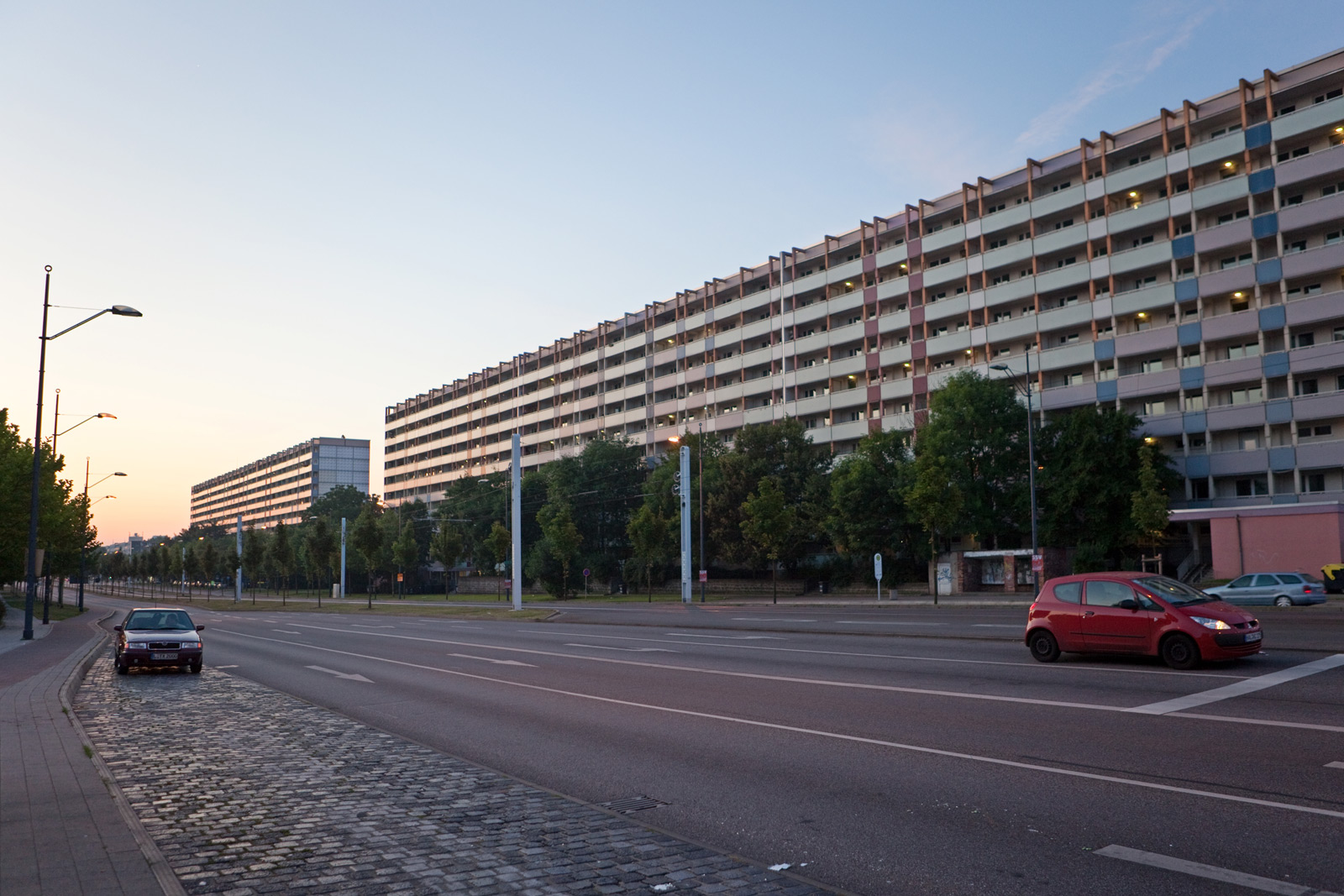
Edificios residenciales de paneles prefabricados a lo largo de la calle Magistrale.

Halle-Neustadt ('Ciudad Nueva de Halle') fue una ciudad perteneciente al distrito de Halle de la República Democrática Alemana. Fue declarada distrito urbano (Stadtkreis) independiente el 12 de mayo de 1967, después de haber sido edificada en un principio como barrio de Halle. En 1972 contaba con 51 600 habitantes y para 1981 su población era de más de 93 000. El 6 de mayo de 1990 Halle-Neustadt volvió a ser incorporada a la ciudad de Halle como barrio. Desde entonces el número de habitantes se ha reducido a la mitad y el 31 de diciembre de 2010 ascendía a 45 157 habitantes. 

## Historia

### 1958-1990

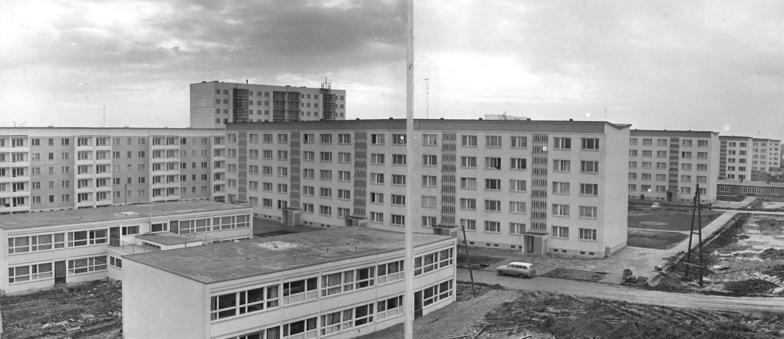
En la esquina inferior izquierda dos escuelas iguales, 1966.

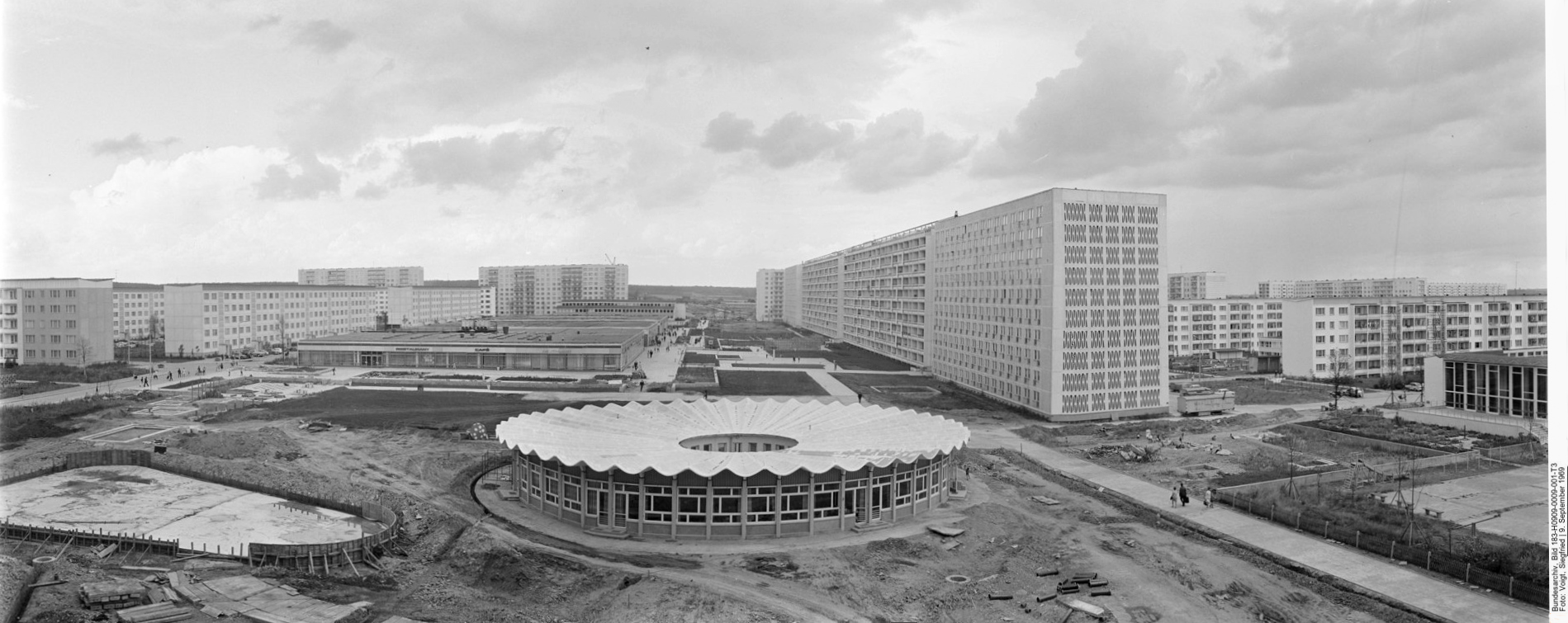
Jardín de infancia y Block 10 (hoy bloques 618 al 621) del I. Wohnkomplex, ca. 1968.

La historia de la ciudad inicia en 1958 con una conferencia organizada por el Comité Central del Partido Socialista Unificado de Alemania (Sozialistische Einheitspartei Deutschlands o SED) para planificar un incremento en la producción de químicos. En la conferencia se decidió asentar la mano de obra cerca de los complejos químicos de Buna-Werke en Schkopau y Leunawerke en Leuna. Tras realizar varios estudios y proyecciones en el distrito de Halle, el Politburó del SED decidió la construcción de la «ciudad de los trabajadores de la química» (Chemierarbeiterstadt), conocida por sus habitantes como la nueva ciudad (Neustadt) o «Ha-Neu», con lo cual la ciudad se ubicó a mayor distancia de los complejos químicos.
Richard Paulick fue el arquitecto principal de Halle-Neustadt. Los arquitectos adjuntos y coordinadores de los equipos del proyecto fueron Joachim Bach, Horst Siegel, Karl-Heinz Schlesier, Sigbert Fliegel y Harald Zaglmaier.
Ya a finales de siglo (alrededor del año 1900) existía la necesidad de delimitar nuevas zonas para la construcción de viviendas debido al acelerado crecimiento demográfico. En este sentido, uno de los problemas principales era la expansión de Halle según el eje norte-sur, ya que la ciudad estaba constreñida entre el río Saale por el oeste y tanto las vías de tren como las zonas industriales por el este. Por este motivo se pensó en la posibilidad una expansión en el área perteneciente a Passendorf, al oeste del casco antiguo y del Saale. Se descartó el desarrollo del área como otra zona residencial para la ciudad de Halle ya que las condiciones geológicas y sobre todo las hidrológicas eran extremadamente adversas (aguas subterráneas y riadas). La idea se retomó en los años veinte, sin embargo fue abandonada de nuevo.
La nueva ciudad fue ubicada al margen de la ribera del Saale, entre los pequeños poblados de Zscherben, Nietleben y Passendorf, para lo cual derribaron gran parte de este último. Solo se conservan restos del carácter rural del aquel poblado a lo largo de la calle de Kammstraße. Tras la construcción de la zona residencial de Südpark, esta calle finalmente se convirtió en una especie de oasis campestre en medio de un panorama caracterizado por grandes edificios.

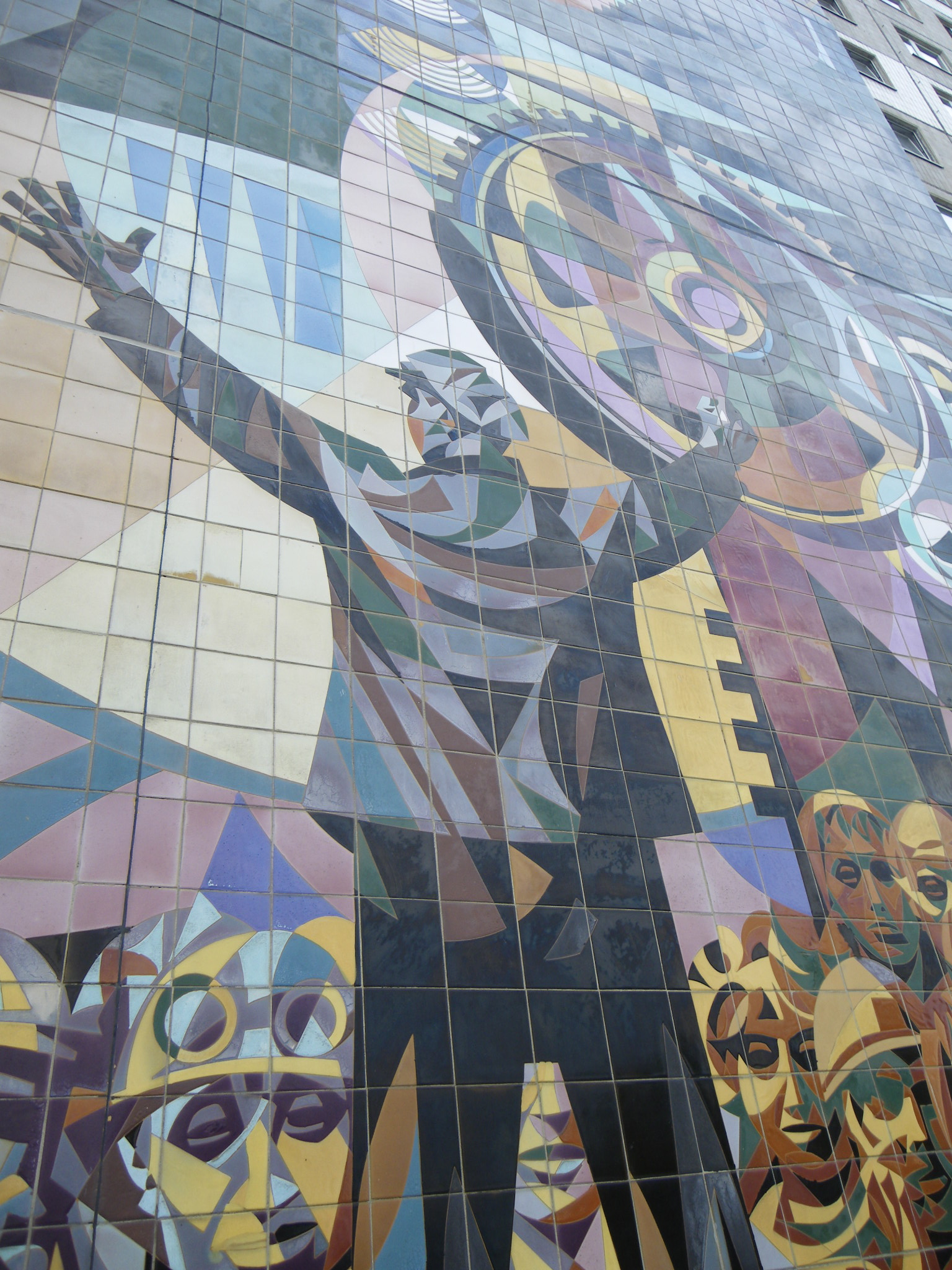
Detalle del mural Der Mensch – Beherrscher der Naturkräfte (El hombre: dominador de las fuerzas naturales, 1970), del artista valenciano Josep Renau.

El 1 de febrero de 1964 se inauguró la fábrica de paneles de hormigón que produjo los elementos prefabricados (Plattenbau) para la nueva ciudad. El 15 de julio de 1964, Horst Sindermann, primer secretario del SED para el distrito de Halle, coloca la piedra fundacional de la ciudad residencial socialista en el recinto de la escuela Erste POS (Erste Polytechnische Oberschule; en castellano 'Primera Escuela Politécnica de Enseñanza Secundaria'). Al contrario de las siguientes escuelas, que fueron nombradas en honor a personalidades y funcionarios, esta escuela mantuvo el nombre de Erste POS. El estilo de construcción de ésta y de la segunda POS (Ernst Thälmann) destaca claramente del que caracteriza al resto del conjunto de veintiocho escuelas. Las otras escuelas se construyeron provistas de refugios «antinucleares»: los sótanos centrales estaban dotados de sistemas de ventilación y de placas de hormigón acoplables a los cristales de las ventanas. Ejemplo de esto es la sección del edificio que comunica la antigua 16.ª POS (Otto-Grotewohl) con la antigua 15.ª POS (Hermann-Matern) 51°29′09″N 11°55′17″E / 51.4857, 11.9215. 
Un año después, el 9 de agosto de 1965, los primeros inquilinos se mudaron a Halle-Neustadt.
El 12 de mayo de 1967 —antes de concluir la edificación del primer complejo habitacional en 1968— el nuevo barrio de Halle Oeste (Halle-West) fue suprimido formalmente del término municipal de la ciudad de Halle y declarado Ciudad de Halle-Neustadt (Stadt Halle-Neustadt). Liane Lang fue alcaldesa de la ciudad desde 1970 hasta 1990.
La ciudad recibió el apelativo oficial de «ciudad socialista de los trabajadores de la química». Los soldados soviéticos de la 27.ª División Motorizada de Rifles de la Guardia, que se encontraban destinados cerca en el cuartel de Heide-Süd, recibieron órdenes de realizar varias labores para la construcción. Para sus familias se asignó una cantidad de bloques de viviendas en la zona norte de la ciudad, los cuales quedaron vacíos después de que las tropas se retiraran a principios de los años noventa.

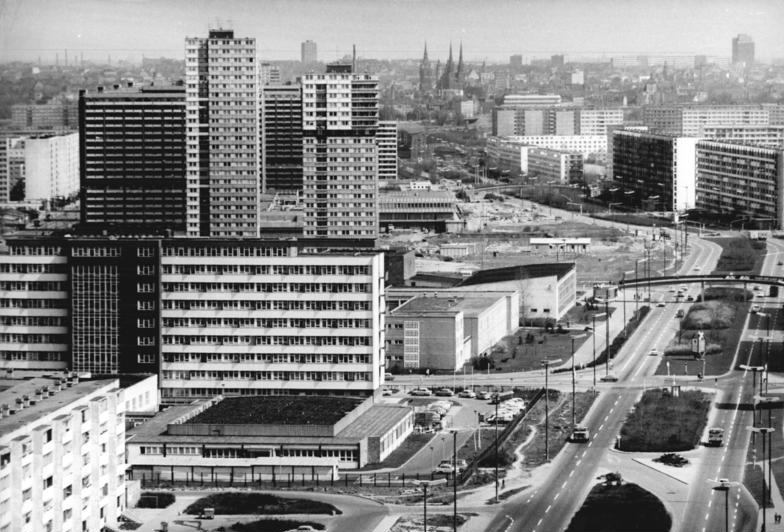
En la derecha la calle Magistrale, vía principal de Halle-Neustadt; en el fondo Halle, al otro lado del Río Saale, 1982.

Ya que varias infraestructuras esenciales de un centro urbano se construyeron muy tarde o nunca se realizaron —por ejemplo, en tiempos de la RDA nunca hubo hoteles o grandes almacenes en la ciudad—, Halle-Neustadt nunca llegó a ser más que una ciudad dormitorio para quienes trabajaban a horario fijo en la industria química y sus familias. A pesar del cruce de Rennbahnkreuz, el desarrollo de la ciudad fue poco satisfactorio debido a que en tiempos de la RDA no se construyó la línea de tranvía a lo largo de la calle Magistrale (la principal de la ciudad). La causa oficial fue la falta de capacidad eléctrica de las vías de tranvía. Los autobuses y el tren suburbano (S-Bahn) se hicieron cargo de la mayor parte del transporte público de viajeros. Un tren con dirección a Merseburg pasaba tanto por la estación subterránea del centro de la ciudad como por la estación del suburbano de Zscherbener Straße y efectuaba un trayecto directo a las plántas químicas de Schkopau y Leuna para cada turno de trabajo. Solo una línea de tranvía preexistente, con recorrido desde el centro de Halle hasta Heide, pasaba junto al VIII Complejo Habitacional ubicado en la periferia este. Por lo tanto su servicio solo benefició a una fracción de la ciudad.
En 1983 se inauguró el cine Prisma, el último edificio de salas de cine en ser construido en la RDA y una de las pocas instalaciones culturales de la ciudad. En 1999 fue derribado para construir un centro comercial con multicine. El casco histórico de Halle continuó siendo imprescindible para los compradores exigentes y los interesados en la oferta cultural. El bosque mixto de Dölauer Heide con en lago Heidesee y el «canal» (los restos del canal inconcluso de Elster-Saale) eran la oferta recreativa local.
A diferencia de los siguientes proyectos urbanísticos basados en paneles prefabricados de la RDA, Halle-Neustadt gozó de una extensa planificación: se incorporaron elementos artísticos en las obras y abundantes áreas verdes, sobre todo en el I Complejo Habitacional (1964–1968). Su elemento arquitectónico más destacado es el Block 10, un bloque residencial de 380 metros de largo y once niveles de altura, el edificio de viviendas más grande de la RDA 51°28′34″N 11°55′01″E / 51.4762, 11.9169. Para que no le resultara un obstáculo incómodo de rodear a los transeúntes, le colocaron pasillos con pasos peatonales en tres lugares. En este bloque llegaron a vivir hasta 2500 personas, más de las que entonces vivían en el pueblo de Wörlitz (una comparación frecuente en aquellos tiempos). Una sección del bloque era usada como residencia de personas mayores. 
Después los otros ocho complejos residenciales se construyeron de forma mucho más compacta, de modo que el espacio para áreas verdes se redujo considerablemente. Esto se debió en gran medida al programa de construcción de viviendas de la RDA. Sin embargo la demanda de viviendas no pudo ser cubierta hasta 1990, especialmente en Halle y Halle-Neustadt.
La planificación de un centro para la ciudad fue complicada ya que según el proyecto de construcción original, cada uno de los cinco complejos debía tener su propio centro con Kaufhalle (en la RDA, equivalente al supermercado), policlínica, ambulatorio y restaurantes, además de escuelas, jardines de infancia y polideportivos. En la plaza central habría de construirse un elemento de cien metros de altura con un cartel que dijera «Casa de la química» (Haus der Chemie), el cual nunca se realizó por motivos presupuestarios. De este modo, durante años quedó abierta una gran zanja entre la central de Correos y el cine Prisma, en donde se acumulaba la lluvia y las aguas subterráneas.
Una peculiaridad es que las calles no teían nombres. En su lugar, los bloques de viviendas y las entradas estaban numerados según un principio difícil de entender para los forasteros que sin embargo seguía una lógica (a partir de 1990 fue suprimido y se nombraron las calles). La numeración iniciaba en el cruce entre la calle Magistrale y el tren suburbano. Cada complejo habitacional contaba con uno o dos dígitos propios en la posición de las centenas (con excepción de las casas ubicadas a lo largo de la calle Magistrale, que empezaban por 0 cuando la entrada daba a esta calle). Por ejemplo, cada edificio del I Complejo Habitacional llevaba el 6 en esta posición. Las unidades y las decenas se numeraban con relación al cruce central.

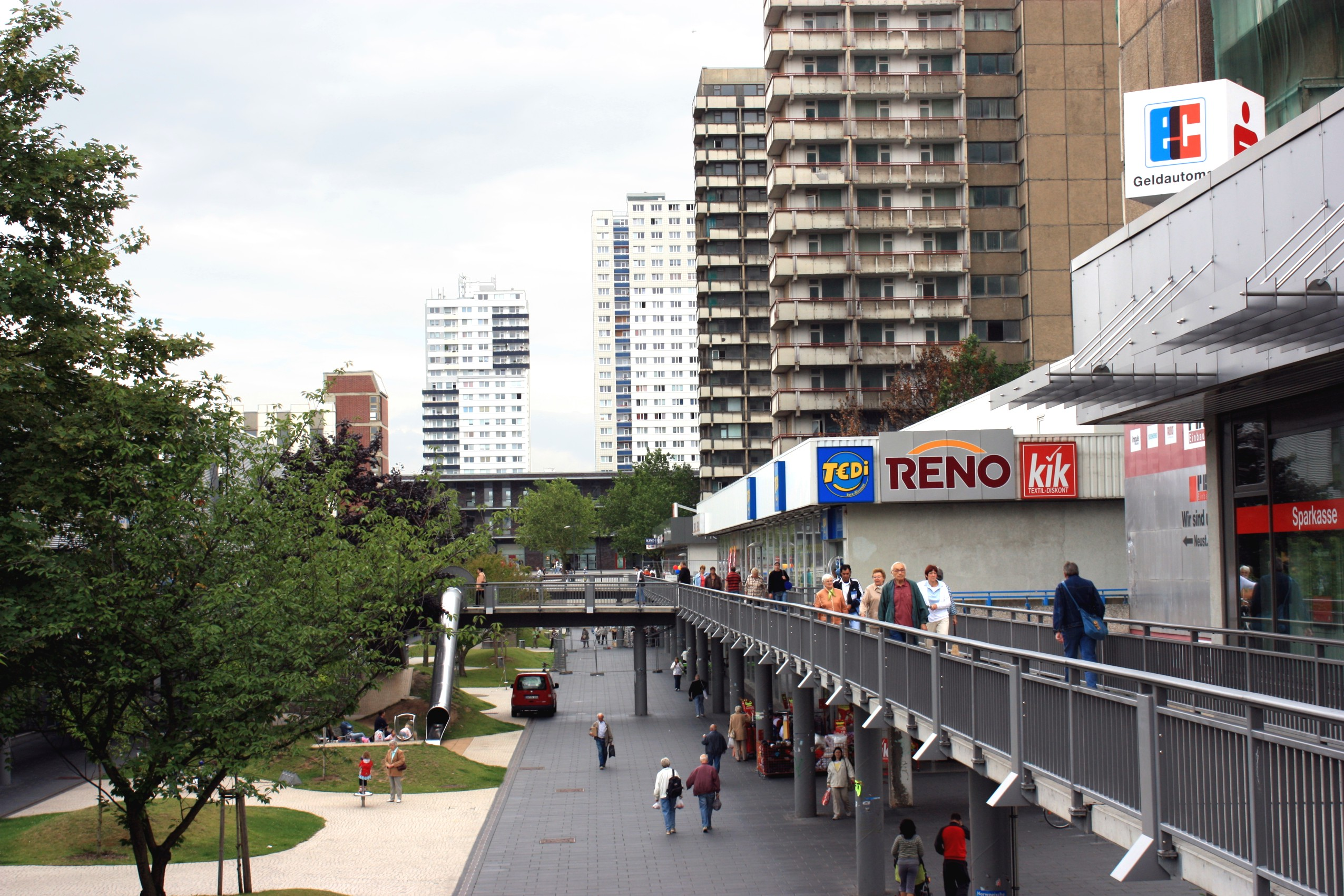
El Neustädter Passage renovado; en la parte superior derecha los «Scheiben» abandonados, 2009.

Erich Honecker, jefe de Estado y secretario general del Partido, tenía poco interés por el proyecto favorito de su predecesor Walter Ulbricht y su campaña en pro de la industria química. En lugar de eso, centró la atención en Berlín y en el programa de construcción de viviendas a nivel nacional. En 1989 se inició la construcción del ayuntamiento, sin embargo nunca cumplió su función debido a la reincorporación de Halle-Neustadt a Halle. El centro de la ciudad era el Neustädter Passage (la 'galería de la nueva ciudad' ), cuyos dos niveles agrupaban a lo largo de los «Scheiben» varios almacenes, tiendas especializadas, la policlínica central, la central de Correos y la 'Casa de los servicios' (Haus der Dienste). En dicha zona también debía ubicarse el ayuntamiento de la ciudad, pero debido a desacuerdos entre las autoridades competentes la construcción fue interrumpida varias veces y no fue finalizada hasta 1990. Se les llama «Scheiben» ('rebanadas') a los cinco edificios de dieciocho pisos de altura y planta de corredor central que alguna vez fueron utilizados como residencia estudiantil de la Universidad de Halle-Wittenberg y como residencia para los trabajadores de las plantas químicas de Buna y Leuna. Se construyeron entre 1970 y 1975. A excepción de uno, hoy en día se encuentran deshabitados. La administración municipal tiene dificultades para derribarlos, pues constituyen parte fundamental de la arquitectura de Halle-Neustadt. En uno de los «Scheiben» se encuentra la sede de ARGE Halle, el grupo de trabajo de la región que se encarga de los numerosos desempleados de larga duración. Desde 2005 el Neustädter Passage es objeto de profundas renovaciones. En las afueras de la ciudad también se encontraba el enorme complejo de la Administración Distrital de la Stasi para Halle, el cual alberga la sede de la Agencia Fiscal desde la caída del Muro de Berlín.

### Reunificación

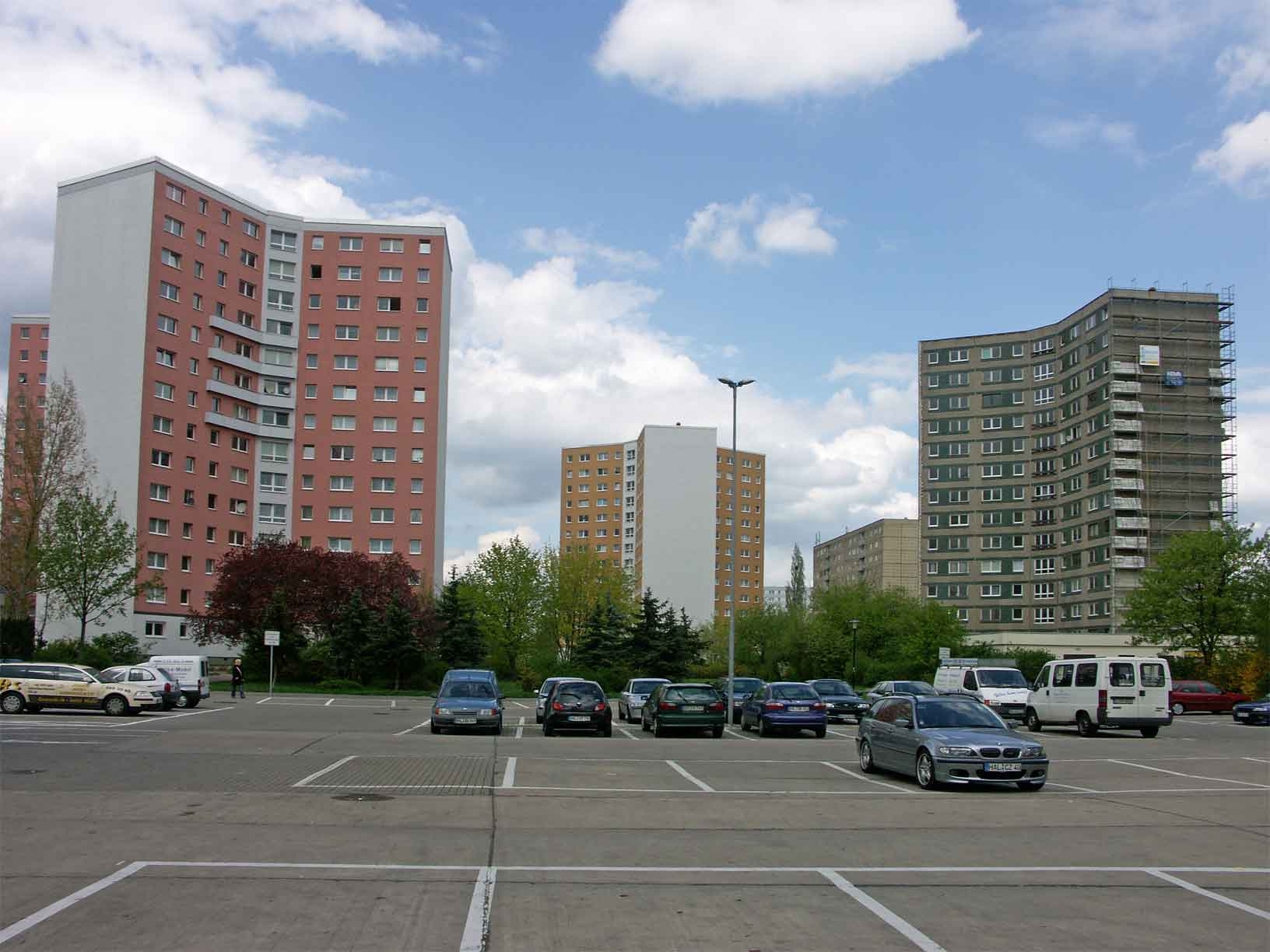
Edificios de paneles prefabricados con planta en forma de Y rehabilitados y sin rehabilitar, 2006.

El 6 de mayo de 1990 Halle-Neustadt volvió a ser parte de Halle tras una votación con motivo de las elecciones municipales. Desde entonces lo que fue su término municipal forma parte del distrito municipal Oeste de la ciudad de Halle, específicamente los barrios de Nördliche Neustadt (Neustadt del Norte), Südliche Neustadt (Neustadt del Sur), Westliche Neustadt (Neustadt del Oeste) y Gewerbegebiet Neustadt (Polígono industrial de Neustadt).
Desde 1990 su población se ha reducido considerablemente (el 31 de diciembre de 2006 se registraron 48 941 habitantes). La primera generación de inquilinos, ya en su mayoría pensionistas, aún vive bastante a gusto en esta zona que se ha convertido en un barrio problemático. Entre tanto, la creciente cantidad de viviendas deshabitadas ha conducido a que se derriben los primeros bloques en el marco del programa Stadtumbau Ost ('remodelación urbana del Este'). Simultáneamente se rehabilita el parque de viviendas existente para ofrecer viviendas de mejor calidad en los edificios de paneles prefabricados, ya no tan populares. Con este propósito también se amplió la red de tranvías entre la calle Magistrale y otros distritos municipales de Halle. Además se construyeron varios supermercados y centros comerciales, de los cuales el Neustadt-Centrum, inaugurado en el año 2000, es el más importante.
En 2006 Halle-Neustadt albergó una exposición de la Fundación Cultural Federal Alemana titulada Shrinking Cities ('Ciudades en contracción').
Pocos años después de la costosa rehabilitación de un puente peatonal, éste fue derribado debido a las obras de las nuevas líneas de tranvía. Algunos pasos peatonales subterráneos fueron substituidos por pasos con semáforos al nivel de la calle para calmar el tránsito vehicular.
Para la Exposición internacional de arquitectura y redesarrollo urbano de Sachsen-Anhalt de 2010 (Internationale Bauausstellung Stadtumbau Sachsen-Anhalt 2010) Halle presentó el tema 'Acto de equilibrio: ciudad doble' (Balanceakt Doppelstadt). En el marco de la exposición, los proyectos destinados a la zona de Neustadt fueron la construcción de una pista de skate en el sureste del centro del barrio así como la creación de la plaza central en la zona residencial de Am Tulpenbrunnen y de la 'galería verde' (Grünen Galerie).
En junio de 2013, el este y el sureste de Halle-Neustadt estuvieron en riesgo de inundación por las riadas de Europa Central. El dique de Gimritzer Damm estuvo en peligro de romperse. Se instó a los habitantes que abandonaran las zonas amenazadas.

## Escudo

Escudo de Halle-Neustadt.

El 15 de julio de 1984, la Asamblea de Concejales de Halle-Neustadt decidió aprobar un escudo con motivo de celebrar el vigésimo aniversario de la colocación de la piedra fundacional. El escudo de la ciudad estuvo en vigor hasta el 6 de mayo de 1990, día en que la ciudad volvió a formar parte de Halle. 
Blasón: «De gules, tres palomas elevadas sobre un retoño abierto de oro y sinople, surmontadas de una llave en faja de oro, cuya guarda tiene forma de anillo hexagonal de benceno y cuyo paletón está cargado con una estrella de gules de seis puntas».
Un grupo de palomas blancas estilizadas en el centro del escudo simboliza la paz y es una referencia a la paloma de la paz de Pablo Picasso. La ciudad solo podría florecer en paz. Las palomas salen volando de un retoño abierto que simboliza la alegría, el optimismo y el futuro. Este conjunto de palomas también ha sido representado en la 'Fuente de las palomas' (Taubenbrunnen).
La llave dorada representa la entrega de miles de llaves de viviendas en la nueva ciudad que abrían el paso a una mejor calidad de vida y un concepto progresista. El ojo de la llave tiene forma de anillo de benceno para dejar claro que la función de Halle-Neustadt era ser una ciudad para los trabajadores de la química. El escudo simboliza la estrecha relación entre Halle y Halle-Neustadt mediante el uso de una estrella de seis puntas proveniente del escudo de Halle. 
El esmalte rojo es una referencia al movimiento obrero.